# راش بهاری بوز
راش بهاری بوز (انگلیسی: Rash Behari Bose; ۲۵ مهٔ ۱۸۸۶ – ۲۱ ژانویهٔ ۱۹۴۵) سیاستمدار، و انقلابی اهل راج بریتانیا بود.
وی همچنین برندهٔ جوایزی همچون نشان خورشید فروزان شده‌است.